# Pakistanische Cricket-Nationalmannschaft in England in der Saison 1962
Die Tour der pakistanischen Cricket-Nationalmannschaft nach England in der Saison 1962 fand vom 31. Mai bis zum 20. August 1962 statt. Die internationale Cricket-Tour war Bestandteil der Internationalen Cricket-Saison 1962 und umfasste fünf Tests. England gewann die Serie 4–0.

## Vorgeschichte
Für beide Mannschaften war es die erste Tour der Saison.
Das letzte Aufeinandertreffen der beiden Mannschaften bei einer Tour fand in der Saison 1961/62 in Pakistan statt.

## Stadien
Die folgenden Stadien wurden für die Tour als Austragungsort vorgesehen.
| Stadion                  | Stadt      | Kapazität | Spiele  |
| ------------------------ | ---------- | --------- | ------- |
| Edgbaston Cricket Ground | Birmingham | 24.803    | 1. Test |
| Headingley Stadium       | Leeds      | 17.000    | 3. Test |
| The Oval                 | London     | 23.500    | 5. Test |
| Lord’s Cricket Ground    | London     | 30.000    | 2. Test |
| Trent Bridge             | Nottingham | 15.350    | 4. Test |

## Kaderlisten
Die Mannschaften benannten die folgenden Kader.
| Test | Test |
| England | Pakistan |
| --- | --- |
| - Ted Dexter (K) - Colin Cowdrey (VK) - David Allen - Ken Barrington - Len Coldwell - Tom Graveney - Ray Illingworth - Barry Knight - David Larter - Tony Lock - Geoff Millman (wk) - John Murray (wk) - Peter Parfitt - Geoff Pullar - David Sheppard - Brian Statham - Micky Stewart - Fred Titmus - Fred Trueman | - Javed Burki (K) - Antao D’Souza - Alimuddin - Fazal Mahmood - Hanif Mohammad - Ijaz Butt - Imtiaz Ahmed (wk) - Intikhab Alam - Javed Akhtar - Mahmood Hussain - Mohammad Farooq - Munir Malik - Mushtaq Mohammad - Nasim-ul-Ghani - Saeed Ahmed - Shahid Mahmood - Wallis Mathias |

## Tests

### Erster Test in Birmingham
| 31. Mai – 4. Juni Scorecard | Birmingham | England 544-5d (146)                          | – | Pakistan 246 (101) & 274 (123) (f/o) |
|                             |            | England gewinnt mit einem Innings und 24 Runs |   |                                      |

England gewann den Münzwurf und entschied sich als Schlagmannschaft zu beginnen.

### Zweiter Test in London
| 21. – 23. Juni Scorecard | London (Lord’s) | Pakistan 100 (43.4) & 355 (119.3) | – | England 370 (101.4) & 86-1 (17) |
|                          |                 | England gewinnt mit 9 Wickets     |   |                                 |

Pakistan gewann den Münzwurf und entschied sich als Schlagmannschaft zu beginnen.

### Dritter Test in Leeds
| 5. – 7. Juli Scorecard | Leeds | England 428 (132)                              | – | Pakistan 131 (65.1) & 180 (74.4) (f/o) |
|                        |       | England gewinnt mit einem Innings und 117 Runs |   |                                        |

Pakistan gewann den Münzwurf und entschied sich als Feldmannschaft zu beginnen.

### Vierter Test in Nottingham
| 26. – 31. Juli Scorecard | Nottingham | England 428-5d (136.2) | – | Pakistan 219 (86.1) & 216-6 (101) (f/o) |
|                          |            | Remis                  |   |                                         |

Pakistan gewann den Münzwurf und entschied sich als Feldmannschaft zu beginnen.

### Fünfter Test in London
| 16. – 20. August Scorecard | London (Oval) | England 480-5 (140) & 27-0 (8.3) | – | Pakistan 183 (97) & 323 |
|                            |               | England gewinnt mit 10 Wickets   |   |                         |

England gewann den Münzwurf und entschied sich als Schlagmannschaft zu beginnen.